# ساعتچی اند ساعتچی
ساعتچی اند ساعتچی (انگلیسی: Saatchi & Saatchi) شرکت تبلیغاتی آمریکایی است، که در زمینه ارائه خدمات بنگاه‌های تبلیغاتی، مدیریت روابط عمومی، بازاریابی و مدیریت ارتباط با مشتری فعالیت می‌نماید.
شرکت ساعتچی اند ساعتچی در سال ۱۹۷۰ توسط موریس ساعتچی و چارلز ساعتچی در شهر لندن تأسیس گردید. این شرکت در سال ۲۰۰۰ توسط شرکت پوبلیسیز خریداری شد و در حال حاضر دارای ۱۴۰ دفتر خدماتی در ۷۶ کشور می‌باشد. دفتر مرکزی این شرکت در شهر نیویورک، ایالات متحده آمریکا قرار دارد.